# Szklane organki
Szklane organki (ros. Стеклянная гармоника) – radziecki film animowany dla dorosłych z 1968 roku w reżyserii Andrieja Chrżanowskiego. Film jest opowieścią o tłumieniu ambicji artystycznych i wolności. Został zakazany przez radziecką cenzurę, która uznała jego przesłanie za podejrzane. Powstał na podstawie scenariusza Łazara Łagina.
Tematy przewodnie to władza i chciwość skorumpowanych ludzi.
W filmie pokazano dzieła sławnych artystów, malarzy takich jak: Hieronim Bosch, Pinturicchio, René Magritte i Albrecht Dürer.

## Animatorzy
Jana Wolska, Leonid Nosyriew, Anatolij Pietrow, Anatolij Abarienow, Walerij Ugarow, Jurij Kuziurin, Galina Barinowa